# Witold Sobociński
Pour les articles homonymes, voir Sobociński.
 (novembre 2018).
Si vous disposez d'ouvrages ou d'articles de référence ou si vous connaissez des sites web de qualité traitant du thème abordé ici, merci de compléter l'article en donnant les références utiles à sa vérifiabilité et en les liant à la section « Notes et références ».
Witold Sobociński (né le 29 octobre 1929 à Ozorków et mort le 19 novembre 2018 à Konstancin-Jeziorna[réf. nécessaire]) est un chef opérateur du cinéma polonais.

## Biographie
Entre 1948 et 1960, il est musicien de jazz (tromboniste et batteur).
Sorti de l'école nationale de cinéma de Łódź (la fameuse Filmowka) en 1955, Witold Sobocinski commence par travailler sur les films documentaires et éducatifs. Il travaille pour la Télévision polonaise (1955-1959), ensuite pour la maison de production Czołówka. 
En février 1958, Witold Sobocinski devient père. Son fils, Piotr, deviendra également chef opérateur. Depuis 1963, Sobocinski collabore aux films de, entre autres, Kawalerowicz ; il devient chef opérateur à partir de 1967. Il a collaboré avec Andrzej Wajda (La ligne d'ombre, Ziemia obiecana) et Roman Polanski (Frantic, Pirates). Depuis 1980, il est professeur à la Filmowka.

## Filmographie (partielle)
- 1967 : Haut les mains de Jerzy Skolimowski
- 1968 : Dancing w kwaterze Hitlera
- 1969 : Tout est à vendre d'Andrzej Wajda
- 1970 : Legenda
- 1970 : Les Aventures du brigadier Gérard de Jerzy Skolimowski
- 1970 : Album polski
- 1971 : La Vie de famille (Życie rodzinne) de Krzysztof Zanussi
- 1971 : Beczka amontillado
- 1971 : La Troisième Partie de la nuit d'Andrzej Żuławski
- 1973 : Les Noces d'Andrzej Wajda
- 1973 : La Clepsydre de Wojciech Has, à partir des textes de Bruno Schulz
- 1973 : Na niebie i na ziemi
- 1974 : Le Tueur du bout du monde, téléfilm de Krzysztof Zanussi
- 1974 : La Terre de la grande promesse d'Andrzej Wajda
- 1975 : Nachtdienst (pl) (tv)
- 1975 : Bielszy niż śnieg (tv)
- 1975 : Moja wojna, moja miłość
- 1976 : Smuga cienia d'Andrzej Wajda, à partir du roman de Joseph Conrad
- 1976 : Sam na sam
- 1977 : Haus der Frauen (pl) de Krzysztof Zanussi (tv)
- 1977 : Śmierć prezydenta
- 1978 : Zaproszenie do wnętrza
- 1979 : Les Chemins dans la nuit (pl) (Wege in der Nacht) de Krzysztof Zanussi (tv)
- 1979 : Szpital Przemienienia
- 1981 : Był Jazz
- 1984 : Widziadło
- 1984 : Uindii
- 1985 : O-bi, O-ba - Koniec cywilizacji
- 1986 : Pirates de Roman Polanski
- 1987 : Zjoek: De kunst van het vergeten
- 1988 : Frantic de Roman Polanski
- 1989 : Les Eaux printanières de Jerzy Skolimowski
- 1990 : Das Letzte U-Boot (tv)
- 1991 : Bronsteins Kinder
- 1991 : Skarga
- 1999 : Wrota Europy

Cette filmographie comprend les films dans lesquels Witold Sobocinski était auteur des photos ; elle néglige ceux où il travaillait en tant qu'opérateur de caméra.